# Hilmar Wulff
Hilmar Emil Wulff, född 5 mars 1908 i Randers, död 21 december 1984, var en dansk författare. Han var en av Danmarks främsta arbetarförfattare.
Hilmar Wulff var son till fiskaren Hans Clausen Christensen Wulff (1874–1964) och Maren Sofie Sørensen (1878–1922). Han växte upp i Nakskov och lämnade folkskolan utan avgångsbetyg. Han arbetade sedan ett par år på fabrik och inom lantbruket samt som betongarbetare, expedit och järnvägsarbetare. Han var även sjöman under en tid och reste jorden runt. På 1930-talet vagabonderade han genom Europa och tog diverse tillfälliga arbeten. Under andra världskriget var han aktiv i den danska motståndsrörelsen, vilket tvingade honom att fly till Sverige 1943. Han återvände till Danmark efter krigsslutet och blev frilansreporter för Danmarks Radio och lärare på Pensionisthøjskolen i Marielyst.
Wulff debuterade som författare 1939, då han fick sina första dikter publicerade i tidskriften Sund Sans. Han debuterade i bokform 1942 med romanen Som vejret i april. Hans verkliga genombrott kom med romantrilogin Vejen til Livet (1947), Livets Brød (1948) och Forjættelsens Dag (1949), där han skildrade villkoren för de polska lantarbetarna som tagit arbete på sockerbetsodlingarna utanför Nakskov. I romanen Ondt vejr (1950) skildrar livsvillkoren för en grupp fiskare. Hans romaner blev därefter allt mer politiska.
Wulff var ordförande av Dansk Forfatterforening 1968–1971 och från 1974 hedersmedlem. Han var även medlem i representantskapet för Statens Kunstfond.

## Priser och utmärkelser
- Forfatterforbundets Legat 1945
- Emma Bærentzens Legat 1946
- Harry Søibergs mindelegat 1947
- Kollegernes ærespris 1948, för Vejen til Livet
- Gyldendals Boglegat 1952
- Martin Andersen Nexø Fondens Pris 1953
- Miedzynarodowe Konkursy Artystyczne 1955
- Krzyzem Kawalerskim Orderu Odrodzenia Polski 1959
- Kaptajn H.C. Lundgreens Legat 1959 och 1965
- Jeanne og Henri Nathansens Fødselsdagslegat 1959
- LOs Kulturpris 1982